# کاریوکا آرنا ۳
کاریوکا آرنا ۳ (انگلیسی: Carioca Arena 3) یک سالن ورزشی در شهر ریو دو ژانیرو، برزیل است.
این ورزشگاه که در منطقه بارا دا تیجوکا قرار دارد میزبان مسابقات تکواندو بازی‌های المپیک تابستانی ۲۰۱۶ و شمشیربازی بازی‌های المپیک تابستانی ۲۰۱۶ و جودو بازی‌های پارالمپیک تابستانی ۲۰۱۶ می‌باشد، پس از بازی‌های المپیک این ورزشگاه تبدیل به مدرسه خواهد شد.